# Esclarmonde

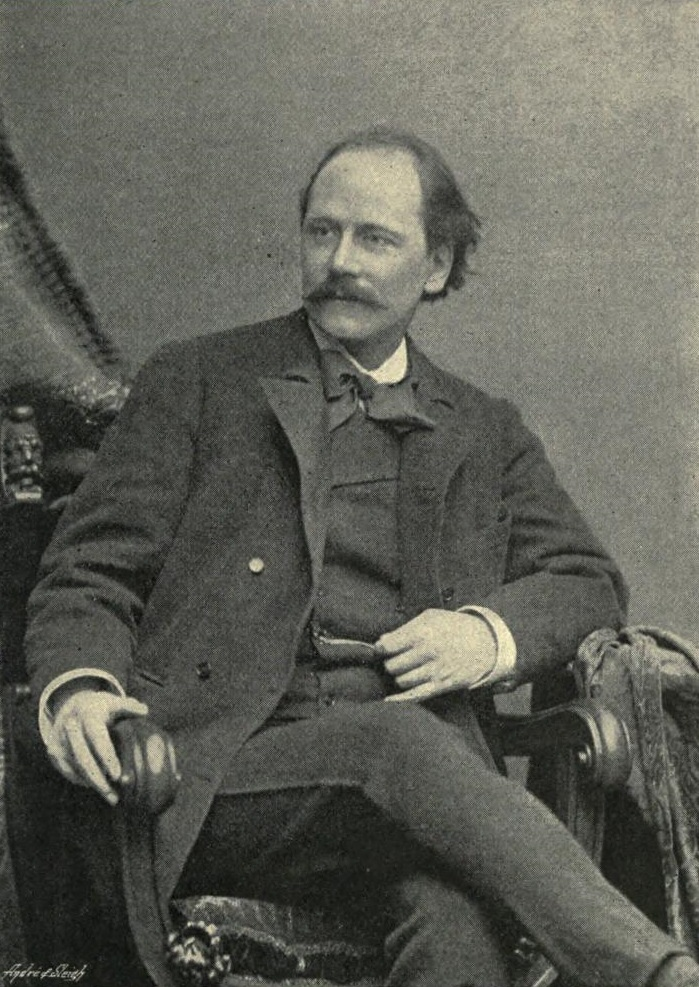
Jules Massenet

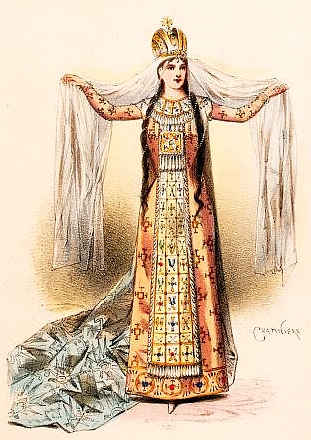
Sibyl Sanderson som Esclarmonde.

Esclarmonde är en romantisk opera med prolog, fyra akter och epilog komponerad av Jules Massenet. Libretto skrevs av Alfred Blau och Louis de Gramont efter den franska romansen Partonopeus de Blois (ca 1188).

## Historia
Esclarmonde skrevs till världsutställningen 1889 i Paris. Den uruppfördes den 15 maj 1889 på Opéra Comique med sopranen Sibyl Sanderson i titelrollen och spelades 100 gånger på nio månader, men har sedan dess mist sin popularitet. Massenet hade mött den amerikanska sångerskan 1887 och tjusades av såväl hennes skönhet som hennes sång. Han ordnade så att hon fick sjunga titelrollen i Manon 1888. Samtidigt hade han påbörjat arbetet med Esclarmonde med Sanderson i tankarna som huvudpersonen. Operan var Massenets favorit.
Rollen som Esclarmonde är erkänt svårsjungen, möjlig endast för de mest begåvade koloratursopraner.

## Personer
- Esclarmonde, kejsardotter (sopran)
- Parséïs, hennes syster (mezzosopran)
- Roland, hertig av Blois (tenor)
- Kejsare Phorcas (bas)
- Biskopen av Blois (baryton)
- Énéas, Parséїs riddare (tenor)
- Cléomer, Kung av Frankrike (baryton)
- Ett saraceniskt sändebud (baryton)
- En härold (tenor)